# Heart on Wave/Breakin' out
『Heart on Wave/Breakin' out』（ハートオンウェーブ／ブレイキンアウト）は、dreamの2枚目のシングル。2000年3月8日発売

## 概要
- 両A面
- 「Heart on Wave」はNTTドコモ「キャメッセプチ」CMソング／TX系『スキヤキ!!ロンドンブーツ大作戦』エンディングテーマ
- 「Breakin' out」は森永製菓「チュッパチャップス」CMソング
- 「Breakin' out」はアルバム『Dear…』に収録されていない

## 収録曲
1. Heart on Wave (Original Mix)
作詞：海老根祐子、作曲・編曲：菊池一仁
2. Heart on Wave (2FT Mix)
3. Heart on Wave (HAL's Mix 2000)
4. Breakin' out (Original Mix)
作詞：海老根祐子、作曲：菊池一仁、編曲：北島靖之
5. Breakin' out (Y&Co. Remix)
6. Breakin' out (Dub's Club Remix)
7. Heart on Wave (Instrumental)
8. Breakin' out (Instrumental)